# Bataille de Dego (1794)
Pour les articles homonymes, voir Bataille de Dego.
Première Coalition
Batailles
La première bataille de Dego eut lieu le 21 septembre 1794 entre les forces françaises et les forces autrichiennes et se termina par une victoire française.

## Préambule
Le 20 septembre 1794 les généraux Masséna et Laharpe marchèrent d'Aqua-Freda et de Monte-Lemo sur le château de Cosseria, défendu par un corps autrichien. Le général Masséna, arrivé le premier, s'en empara de vive force après avoir tué à l'ennemi une vingtaine d'hommes. 

Les Autrichiens, sur le point d'être entourés dans les gorges de la Bormida, ayant eu connaissance de la réunion des généraux Laharpe et Masséna à Cosseria, évacuèrent pendant la nuit Carcare et se retirèrent sur Cairo.

Le 21, à la pointe du jour, les trois colonnes se mirent à leur poursuite; elles n'arrivèrent qu'à trois heures de l'après-midi à Cairo; l'ennemi avait abandonné ce village et s'était retiré à la Rochetta et au-dessus de Dego où il occupait une forte position sur les deux rives de la Bormida.

## La bataille
Il ne restait plus qu'une heure et demie de jour; l'attaque fut néanmoins ordonnée immédiatement, et les troupes s'avancèrent sur trois colonnes avec une ardeur incroyable. Déjà les deux ailes de l'infanterie autrichienne, abordées à la baïonnette par les généraux Laharpe et Cervoni, étaient culbutées et se retiraient en désordre. Le général Masséna avait obtenu le même succès au centre, et le général Beaumont, à la tête du 9e régiment de dragons, s'ébranlait pour charger la cavalerie ennemie et enlever son artillerie, lorsqu'un ravin jusqu'alors inaperçu arrêta l'impétuosité des assaillants et préserva les Autrichiens d'une déroute complète.

## Bilan
La perte des Français fut de 80 morts et autant de blessés; celle de l'ennemi s'éleva à plus de 1 000 hommes,
tant tués que blessés et prisonniers.

On trouva des magasins considérables à Dego. Les 22 et 23 septembre furent employés à les consommer et à en évacuer une partie. Les troupes bivouaquèrent à droite et à gauche de Dego et sur la route près de Rocchetta Cairo (it).

## Ordre de bataille
- 21e demi-brigade de première formation
- 9e régiment de dragons.